# Dzoragjuch (Lorri)
Dzoragjuch – wieś w Armenii, w prowincji Lorri. W 2011 roku liczyła 334 mieszkańców.